# Highlanders Football Club
El Highlanders FC es un equipo de fútbol de Zimbabue que juega en la Liga Premier de Zimbabue, la liga de fútbol más importante del país.

## Historia
Fue fundado en el año 1926 en la ciudad de Bulawayo con el nombre Lions Football Club, hasta 1936 cuando cambiaron el nombre por el que tienen actualmente. Es el equipo más exitoso y con más apoyo en el país.
El equipo se unió a la Liga Premier de Zimbabue hasta 1967, estando 1 año antes en la Primera División de Zimbabue.
Su mayor rival es el Dynamos FC de Harare, partido que denominan La Batalla de Zimbabue o también La Batalla de las Ciudades.

## Palmarés
- Liga Premier de Zimbabue: 8

1990, 1993, 1999, 2000, 2001, 2002, 2006
- Copa de Zimbabue: 4

1990, 2001, 2013, 2019
- Copa de Liga BP: 1

1994
- Trofeo Independencia de Zimbabue: 5

1986, 1988, 1991, 2001, 2002
- Zimbabwean Charity Shield: 2

2001, 2005
- Copa Chibuku: 4

1973, 1980, 1984, 1986

## Participación en competiciones de la CAF
| Temporada | Torneo                       | Ronda      | Club                   | Casa  | Visita | Global |
| --------- | ---------------------------- | ---------- | ---------------------- | ----- | ------ | ------ |
| 2002      | Liga de Campeones de la CAF  | 1          | CD Costa do Sol        | 1-0   | 0-2    | 1-2    |
| 2003      | Liga de Campeones de la CAF  | 1          | SS Saint-Louisienne    | 3-1   | 1-1    | 4-2    |
| 2003      | Liga de Campeones de la CAF  | 2          | Espérance ST           | 1-1   | 0-6    | 1-7    |
| 2007      | Liga de Campeones de la CAF  | 1          | Al-Ahly                | 0-0   | 0-2    | 0-2    |
| 2008      | Copa Confederación de la CAF | Preliminar | Ferroviário de Nampula | 3-0   | 0-1    | 3-1    |
| 2008      | Copa Confederación de la CAF | 1          | Green Buffaloes FC     | 1-0   | 1-1    | 2-1    |
| 2008      | Copa Confederación de la CAF | 2          | Al-Merrikh SC          | 0-2   | 1-3    | 1-5    |
| 2011      | Copa Confederación de la CAF | Preliminar | Nchanga Rangers FC     | w.o.1 | w.o.1  | w.o.1  |

1- Highlanders FC abandonó el torneo.

## Gerencia y cuerpo técnico
- Presidente:  Johnfat Sibanda
- Vice Presidente:  Sfiso Siziba
- Director Técnico:  Kelvin Kaindu
- Asistente Entrenador:  Bongani Mafu
- Segundo Asistente Entrenador:  Genesis Mangombe
- Tercera Asistente Entrenador:  Madinda Ndlovu
- Preparador Fisico:  Antonio Torres
- Entrenador de Porteros:  Zwanai Kawadza
- El director del equipo:  Vezigama Dlodlo
- Doctor del equipo:  Hillary Tshuma
- Fisioterapeuta del equipo:  Loyal Nyika

## Entrenadores
- Bobby Clark (1983–1984)[1][2]
- Barry Daka (1984–1985)[2]
- Barry Daka (1986–1997)[2]
- Madinda Ndlovu (1997)[3]
- Rahman Gumbo (1998–2001)[4]
- Eddie May (2001–marzo de 2003)[5]
- Methembe Ndlovu (2005–julio de 2008)[6][7]
- Madinda Ndlovu (enero de 2009–septiembre de 2009)[8][9]
- Mohammed Fathy (septiembre de 2009–octubre de 2010)[10][11]
- Mkhuphali Masuku (octubre de 2010–diciembre de 2011)[11][12]
- Kelvin Kaindu (diciembre de 2011–octubre de 2014)[13][14]
- Mark Mathe (interino- octubre de 2014–diciembre de 2014)[14][15]
- Bongani Mafu (diciembre de 2014–septiembre de 2015)[15][16]
- Amini Soma-Phiri (interino- septiembre de 2015–febrero de 2016)[16][17][18]
- Erol Akbay (febrero de 2016–noviembre de 2017)[18][19]
- Madinda Ndlovu (enero de 2018–julio de 2019)[20][21]
- Pieter de Jongh (2019–diciembre de 2019)[22]
- Mark Harrison (enero de 2020–mayo de 2020)[23][24][25]
- Mandla Mpofu y Bekithemba Ndlovu (interino- enero de 2020–febrero de 2020)[24]
- Mandla Mpofu (diciembre de 2020–mayo de 2022)[26][27]
- Joel Lupahla (interino- mayo de 2022–junio de 2022)
- Baltemar Brito (junio de 2022–diciembre de 2023)
- Kelvin Kaindu (diciembre de 2023-presente)

## Jugadores

### Jugadores destacados
- Vincent Dube
- Missilou Mangituka
- Boet van As
- Tony McIlveen
- Gavin Dubely
- Andrew Shue[28]
- Mannase Mwanza
- Mandla Balanda
- Tanny Banda
- Pedzisai Benjamin
- Richard Choruma
- Barry Daka
- Cleopas Dlodlo
- Ananias Dube
- Brighton Dube
- Edmore Dube
- Mkhokheli Dube
- Edward Dzowa
- Honour Gombani
- Bruce Grobbelaar
- Rahman Gumbo
- Andrew Jele
- Ronie Jowa
- Dazidolo Kapenya
- Tapuwa Kapini
- Noel Kaseke
- Gift Lunga
- Joel Lupahla
- Tymon Mabaleka
- Marshall Machazani
- Abraham Madondo
- Titus Majola
- Shadreck Malunga
- Thabani Masawi
- Alexander Maseko
- Willard Mashinkila-Khumalo
- Master Masiku
- Tommy Masuku
- Netsai Moyo
- Thabani Moyo
- Zenzo Moyo
- Jeffrey Mpofu
- Kenneth Msimanga
- Stewart Murisa
- Benjamin Mwaruwaru
- Fanuel Ncube
- Thulani Ncube
- Melusi Ndebele
- Adam Ndlovu
- Bhekithemba Ndlovu
- Madinda Ndlovu
- Methembe Ndlovu
- Peter Ndlovu
- Richard Ndlovu
- Dumisani Ngulube
- Kenny Ngulube
- Peter Nkomo
- Benjamin Nkonjera
- Josiah Nxumalo
- Makheyi Nyathi
- Dumisani Nyoni
- Vusa Nyoni
- Tito Paketh
- Danisa Phiri
- Lawrence Phiri
- Nhamo Shambira
- Billy Sibanda
- Mercedes Sibanda
- Simon Sibanda
- Thoko "Tokyo" Sithole
- Lincoln Siwela
- Amin Soma
- Makwinji Soma
- Thomas Svesve
- Obadiah Tarumbwa
- Joseph Tembo
- Melody Wafawanaka
- Mark Watson
- David Zulu